# Heredia (provins)
Heredia er en provins i Costa Rica. Den ligger nordligt i landet, og grænser op til Nicaragua og til provinserne Limón, San José og Alajuela. Provinsens administrationscentrum er byen Heredia. Provinsen har et areal på 2 657 km² og et indbyggertal på 433 677 (2011).
Provinsen Heredia er inddelt i ti kantoner.